# Камеен, Свен
Свен Камеен (швед. Sven Caméen, в 1701 году получил дворянство и фамилию Каменхьельм (Caménhielm); (1658, Карлстад, Вермланд, Швеция — 13 июля 1708, Сааремаа (швед. Ösel), Швеция) — шведский учёный, работавший преимущественно в Эстонии.
С 1689 года профессор истории в шведском Тартуском университете.
Написал:
- «Disputatio de spectris» (Дерпт, 1693),
- «Disputatio de praenilis et poenis» (т. же, 1693);
- «Specimen academicum de usu et natura colorum» (т. же, 1694);
- «Disputatio de prudente peregrinatore» (Пернов, 1699).

Издал: «Actus inauguralis academiae Gustavo-Carolinae, Dorpato Pernaviam translatae» (Пернов, 1699).

## Источник
- Камеен, Свен // Энциклопедический словарь Брокгауза и Ефрона : в 86 т. (82 т. и 4 доп.). — СПб., 1890—1907.
- Cameen/Cameenhjelm, Sven (1658-1708) (нем.). // Baltisches Biographisches Lexikon Digital.